# NGC 2671
NGC 2671 (również OCL 745 lub ESO 313-SC14) – gromada otwarta znajdująca się w gwiazdozbiorze Żagla. Odkrył ją James Dunlop 1 maja 1826 roku. Jest położona w odległości ok. 5,4 tys. lat świetlnych od Słońca.